# FC東京ホットライン
FC東京ホットラインは、TOKYO MXで放送されていたJリーグ・FC東京の応援番組。
ハイビジョン制作。

## 概要
2001年4月に「がんばれ! FC東京」の番組名で放送開始。当時は「TOKYO MX NEWS」の中の1コーナーとして放送されていた。2003年1月より「FC東京ホットライン」に改題。
5分番組で始まったが徐々に拡大され、2007年4月期の改編で30分番組となり、毎週金曜日22:00 - 22:30 (JST)に放送されていた。また、毎週金曜日28:30-29:00（土曜日4:30-5:00）にS2およびワンセグ2サービスにて再放送された。ただし、シーズンオフ時は番組休止。また、スカチャンでも放送されていた。
番組前半には、前田治が解説する試合のダイジェストや試合後の監督や選手のコメント、キャンプレポートを放送していた。
番組後半には、視聴者からの質問、疑問に答える青赤研究所のコーナーがある。青赤娘のうち1名が毎回出演していた。

### 年末スペシャル
毎年末、FC東京選手をゲストに招き、放送時間を拡大した回を放送していた。
出演者
- 2005年　阿部吉朗、金沢浄、栗澤僚一
- 2006年　三浦文丈、鈴木規郎、石川直宏
- 2007年　藤山竜仁、塩田仁史、赤嶺真吾
- 2008年　長友佑都、羽生直剛、大竹洋平
- 2009年　権田修一、米本拓司、椋原健太

2010年は、FC東京の取材記者にFC東京サポーターであるゆってぃを交えた討論会となった。

## 番組の終焉
例年シーズンオフ時は番組が休止されることになっているが、2011シーズンが始動してからも番組が再開されることはなく、公式なアナウンスもないままであった。
2011年2月22日、三田涼子の番組ブログ「ミタテキ」において、2010年を以ってFC東京ホットラインが終了し、新しい応援番組が始まる事が明らかになった 。

## 出演者
- 司会　三田涼子（TOKYO MXアナウンサー）
- 解説　前田治（元サッカー日本代表FW）
- 青赤娘
  - 清水美早 “みーちゃん”（2009年4月-2010年12月）
  - 一戸恵梨子 “いっとちゃん”（2009年4月-2010年12月）
  - かな子 “かなちゃん”（2010年7月-2010年12月）
  - 神室まい “まいちゃん”（2010年7月-2010年12月）

### 過去の出演者
- 荒川裕治（スポーツライター）
- 目黒邑（俳優）：東京中日スポーツ『365日FC東京』紙面紹介を主に担当。2009年3月降板。
- 小泉恵未（TOKYO MXアナウンサー）
- 田野辺実鈴（TOKYO MXアナウンサー）：2009年2月13日放送回に三田涼子の代役として出演。
- 浅井紀子 “のりちゃん”：青赤娘として2009年4月から出演。2010年7月降板。
- 則島奈々美 “ななみん”：青赤娘として2009年4月から出演。2010年7月降板。